# Euderus crawfordi
Euderus crawfordi is een vliesvleugelig insect uit de familie Eulophidae. De wetenschappelijke naam is voor het eerst geldig gepubliceerd in 1951 door Peck.